# The Kindred (película de 2021)
The Kindred es una película británica de terror psicológico de 2021 escrita por Christian J. Hearn y dirigida por Jamie Patterson y protagonizada por Samantha Bond, James Cosmo, Patrick Bergin, James Dreyfus, Blake Harrison y Robbie Gee. Fue estrenada el 26 de agosto de 2021.

## Sinopsis
Atormentada por espíritus tras el suicidio de su padre, una mujer amnésica descubre que él pudo haber asesinado a sus hijos.

## Reparto
- Samantha Bond como Gillian Burrows
- James Cosmo como Frank Menzies
- Patrick Bergin como Padre Monroe
- James Dreyfus como Mr. Mulvaney
- Blake Harrison como Greg Tullet
- Robbie Gee como Detective Shepherd